# Симметрическая функция
Симметрическая функция от n переменных — это функция, значение которой  на любом n-кортеже аргументов то же самое, что и значение на любой перестановке этого n-кортежа. Если, например, {\displaystyle f(\mathbf {x} )=f(x_{1},x_{2},x_{3})}, функция может быть симметрической на всех переменных или парах {\displaystyle (x_{1},x_{2})}, {\displaystyle (x_{2},x_{3})} или {\displaystyle (x_{1},x_{3})}. Хотя это может относиться к любым функциям, для которых n аргументов имеют одну и ту же область определения, чаще всего имеются в виду многочлены, которые в этом случае являются симметрическими многочленами. Вне многочленов теория симметрических функций бедна и мало используется. Также обычно не важно точное число переменных, считается что их просто достаточно много. Чтобы сделать эту идею более строгой, с помощью  проективного предела осуществляется переход к так называемому кольцу симметрических функций {\displaystyle \Lambda }, формально содержащему бесконечное число переменных.

## Симметризация
Если задана какая-либо функция f от n переменных со значениями в абелевой группе (то есть в группе с коммутативной операцией), симметрическая функция может быть построена путём суммирования значений f по всем перестановкам аргументов. Аналогично, антисимметрическая функция может быть построена как сумма по всем чётным перестановкам, из которой вычитается сумма по всем нечётным перестановкам. Эти операции, конечно, необратимы и могут привести к тождественно равной нулю функции для нетривиальной функции f. Единственный случай, когда f может быть восстановлена, когда известны симметризация функции и антисимметризация, это когда n = 2 и абелева группа допускает деление на 2 (операция, обратная удвоению). В этом случае f равна половине суммы симметризации и антисимметризации.

## Кольцо симметрических функций
Рассмотрим действие симметрической группы {\displaystyle S_{n}} на {\displaystyle \mathbb {Z} [x_{1},\dots ,x_{n}]} — кольцо многочленов от n переменных. Она действует перестановкой переменных. Как было сказано выше, симметрические многочлены в точности те, что не меняются под действием элементов этой группы. Таким образом, они образуют подкольцо:
{\displaystyle \Lambda _{n}=\mathbb {Z} [x_{1},\dots ,x_{n}]^{S_{n}}}
В свою очередь, {\displaystyle \Lambda _{n}} является  градуированным кольцом:
{\displaystyle \Lambda _{n}=\bigoplus _{k\geq 0}\Lambda _{n}^{k}}, где {\displaystyle \Lambda _{n}^{k}} состоит из однородных симметрических многочленов степени k, а также нулевого многочлена.
Далее с помощью  проективного предела определяется кольцо симметрических функций степени k:
{\displaystyle \Lambda ^{k}=\varprojlim _{n}\Lambda _{n}^{k}}
Наконец, получаем градуированное кольцо {\displaystyle \Lambda =\bigoplus _{k\geq 0}\Lambda ^{k}}, которое и называется кольцом симметрических функций.
Замечания.
- {\displaystyle \Lambda } не является проективным пределом {\displaystyle \Lambda _{k}} (в категории колец). Например, бесконечное произведение {\displaystyle \prod _{j=1}^{\infty }(1+x_{j})} не содержится в {\displaystyle \Lambda }, т.к. содержит мономы сколь угодно большой степени.
- "Определитель" {\displaystyle (\prod _{i<j}(x_{i}-x_{j}))^{2}} также не имеет аналога в  {\displaystyle \Lambda }.

## Базисы в пространстве симметрических функций
- Мономиальный базис. Для каждого разбиения {\displaystyle \lambda =(\lambda _{1},\lambda _{2},\dots )} определим моном {\displaystyle x^{\lambda }=x_{1}^{\lambda _{1}}x_{2}^{\lambda _{2}}\dots } Он не является симметрическим многочленом, а также содержит лишь конечное число переменных, входящих в него с ненулевой степенью. Теперь просуммируем множество мономов {\displaystyle x_{\alpha }^{\lambda }}, получаемых из него всевозможными перестановками индексов {\displaystyle \alpha } (каждый моном суммируется лишь один раз, даже если его можно получить с помощью нескольких различных перестановок): {\displaystyle m_{\lambda }=\sum _{\alpha }x_{\alpha }^{\lambda }}. Легко понять, что {\displaystyle m_{\lambda }} такие, что {\displaystyle |\lambda |=n} образуют базис {\displaystyle \Lambda ^{n}}, а значит все {\displaystyle m_{\lambda }} образуют базис {\displaystyle \Lambda }, который называется мономиальным.

- Элементарные симметрические функции. Для каждого целого {\displaystyle r\geq 0} определим {\displaystyle e_{r}} — сумму всех возможных произведений из r различных переменных. Таким образом, {\displaystyle e_{0}=1}, при {\displaystyle r\geq 1}:

{\displaystyle e_{r}=\sum _{i_{1}<i_{2}<\dots <i_{r}}x_{i_{1}}x_{i_{2}}\dots x_{i_{r}}=m_{(1^{r})}}
Для каждого разбиения {\displaystyle \lambda }  элементарная симметрическая функция это {\displaystyle e_{\lambda }=e_{\lambda _{1}}e_{\lambda _{2}}\dots } Они образуют базис в пространстве {\displaystyle \Lambda }.
- Полные симметрические функции. Для каждого целого {\displaystyle r\geq 0} определим {\displaystyle h_{r}} — сумму всех мономиальных функций степени r. Таким образом, {\displaystyle h_{0}=1}, при {\displaystyle r\geq 1}:

{\displaystyle h_{r}=\sum _{|\lambda |=r}m_{\lambda }}
Далее, как и случае элементарных функций, положим {\displaystyle h_{\lambda }=h_{\lambda _{1}}h_{\lambda _{2}}\dots }
- Степенные суммы. Для каждого {\displaystyle r\geq 1} степенной суммой называется {\displaystyle p_{r}=\sum _{i\geq 1}^{\infty }x_{i}^{r}=m_{(r)}}.

Для разбиения {\displaystyle \lambda } степенная сумма определяется как {\displaystyle p_{\lambda }=p_{\lambda _{1}}p_{\lambda _{2}}\dots }
Тождества.
- {\displaystyle \sum _{i=0}^{k}(-1)^{i}e_{i}h_{k-i}=0=\sum _{i=0}^{k}(-1)^{i}h_{i}e_{k-i}}, для всех k > 0,
- {\displaystyle ke_{k}=\sum _{i=1}^{k}(-1)^{i-1}p_{i}e_{k-i}}, для всех k > 0,
- {\displaystyle kh_{k}=\sum _{i=1}^{k}p_{i}h_{k-i}}, для всех k > 0.

Соотношения для производящих функций.
Легко показать, что {\displaystyle E(t)=\sum _{r\geq 0}e_{r}t^{r}=\prod _{i\geq 1}(1+x_{i}t)}
Также {\displaystyle H(t)=\sum _{r\geq 0}h_{r}t^{r}=\prod _{i\geq 1}(1-x_{i}t)^{-1}}
Отсюда следует соотношение {\displaystyle H(t)E(-t)=1}
Наконец, {\displaystyle P(t)=\sum _{r\geq 1}p_{r}t^{r-1}=\sum _{i\geq 1}\sum _{r\geq 1}x_{i}^{r}t^{r-1}=\sum _{i\geq 1}{\frac {x_{i}}{1-x_{i}t}}=\sum _{i\geq 1}{\frac {d}{dt}}ln{\frac {1}{1-x_{i}t}}={\frac {d}{dt}}ln\prod _{i\geq 1}(1-x_{i}t)^{-1}={\frac {d}{dt}}lnH(t)={\frac {H'(t)}{H(t)}}}.
Аналогично получаем {\displaystyle P(-t)={\frac {d}{dt}}lnE(t)={\frac {E'(t)}{E(t)}}}.
- Функции Шура. Пусть имеется конечное число переменных {\displaystyle x_{1},x_{2},\dots ,x_{n}} и дано разбиение {\displaystyle \lambda } такое, что {\displaystyle l(\lambda )\leq n} (длина разбиения не превосходит число переменных). Тогда многочленом Шура разбиения {\displaystyle \lambda } от n переменных называется {\displaystyle s_{\lambda }(x_{1},x_{2},\dots ,x_{n})={\frac {det(x_{i}^{\lambda _{j}+n-j})_{1\leq i,j\leq n}}{det(x_{i}^{n-j})_{1\leq i,j\leq n}}}} — однородный симметрический многочлен степени {\displaystyle |\lambda |}. При {\displaystyle n\rightarrow \infty } эти многочлены сходятся к единственному элементу {\displaystyle s_{\lambda }\in \Lambda }, называемому функцией Шура разбиения {\displaystyle \lambda }.

- Функции Джека. При введении особого скалярного произведения на {\displaystyle \Lambda } являются обобщением функций Шура, сохраняя многие из их свойств.

## Приложения

### U-статистика
В статистике статистика на n-выборке (функция от n переменных), полученная путём бутстрэпа симметризации статистики на выборке из k элементов, даёт симметрическую функцию от n переменных, называемую U-статистикой. Примеры включают выборочное среднее и выборочную дисперсию.